# Acrylsäureisobutylester
Acrylsäureisobutylester oder 2-Methylpropylacrylat ist eine chemische Verbindung und der Ester der Acrylsäure.

## Gewinnung und Darstellung
Acrylsäureisobutylester kann durch Veresterung von Acrylsäure mit Isobutylalkohol gewonnen werden.

## Eigenschaften
Acrylsäureisobutylester ist ein entzündliche wenig flüchtige farblose Flüssigkeit mit esterartigem Geruch, die schwer löslich in Wasser ist. Das technische Produkt enthält häufig Monomethyletherhydrochinon als Polymerisationshemmer. Es besitzt eine Viskosität von 0,8 mPa·s bei 20 °C und kann Homo- und Copolymere bilden.

## Verwendung
Acrylsäureisobutylester wird in Formulierungen für Lacke, Klebstoffe und PE-Polymere eingesetzt. Aufgrund der höheren Glastemperatur und Verzweigung im Vergleich zu n-Butylacrylat wird zum Beispiel die Wasserfestigkeit von Lacken verbessert.

## Sicherheitshinweise
Die Dämpfe von Acrylsäureisobutylester können mit Luft ein explosionsfähiges Gemisch (Flammpunkt 29 °C, Zündtemperatur 350 °C) bilden. Sie zersetzt sich bei Erhitzung, wobei reizende Dämpfe und Gase entstehen können.